# Weser Flugzeugbau
Weser Flugzeugbau GmbH, conhecida também por Weserflug, foi a quarta maior empresa construtora de aeronaves da Alemanha durante a Segunda Guerra Mundial.
A companhia foi fundada em 14 de Abril de 1934 sendo subsidiária da empresa de máquinas e embarcações Deutsche Schiff- und Maschinenbau AG (DESCHIMAG). Neste mesmo ano, iniciou a produção em Tempelhof, em Berlim, e também em Bremen.
Em 1935, o Dr. Adolf Rohrbach tornou-se director técnico de uma nova fábrica da Weserflug em Lemwerder, próximo de Bremen, que iniciou a sua actividade em 1936. Rohrbach trabalhava em ideias como o VTOL (Vertical TakeOff and Landing) desde 1933, e dispunha agora de uma grande oportunidade para levar as suas ideias mais à frente.
Um engenheiro de nome Simon, em 1938, desenvolveu uma aeronave VTOL baptizada de P1003/1. Em 1989, quase 50 anos mais tarde, a Boeing desenvolveu uma aeronave semelhante designada Boeing V-22 Osprey.
Durante a Segunda Guerra Mundial, a Weserflug operou outra fábrica em Legnica. Construiu uma série de Ju 188 e de bombardeiros Ju 388, dos quais resta hoje um único exemplar que está no Museu Nacional do Ar e do Espaço em Washingten, DC. Talvez prevendo o final da guerra, a Weserflug transferiu-se em 1944 de Berlim para Hoykenkamp, que se situava a 15km a oeste de Bremen. Nesta transferência, tomou posse de diversos edifícios pertencentes à Focke Achgekis.
De 1940 a 1945 a Weserflug construiu 5215 Junkers Ju 87 Stuka em Tempelhof. Esta planta construiu também vários caças Fw 190. No dia 20 de Abril de 1944, 2103 dos 4151 trabalhadores em Tempelhof eram prisioneiros forçados a trabalhar.
Em 1964 a Weserflug fundiu-se com a Focke Wulf, transformando-se em Vereinigte Flugtechnische.

## Literatura
- F.-Herbert Wenz: Flughafen Tempelhof. Chronik des Berliner Werkes der „Weser“ Flugzeugbau GmbH Bremen. Bau der Kriegsflugzeuge Ju 87-Stuka und Fw 190 1939-1945. Stedinger Verlag, Lemwerder 2000. ISBN 3-927697-24-9
- F.-Herbert Wenz: Chronik des Lemwerder Flugzeugwerkes 1935 - 1963 Band 1. Stedinger Verlag, Lemwerder 1995. ISBN 3-927697-14-1